# Pleolophus furvus
Pleolophus furvus là một loài tò vò trong họ Ichneumonidae.